# استانیسلاو چرچسوف
استانیسلاو سالاموویچ چرچسوف (روسی: Станислав Саламович Черчесов؛ زادهٔ ۲ سپتامبر ۱۹۶۳)
سرمربی و بازیکن سابق فوتبال روس است که به عنوان دروازه‌بان تیم ملی فوتبال شوروی و تیم ملی فوتبال روسیه بازی می‌کرد. او اوستیایی‌تبار است. در اوت ۲۰۱۶ او با هدف رسیدن به نیمه‌نهایی جام جهانی فوتبال ۲۰۱۸ به عنوان سرمربی تیم ملی فوتبال روسیه منصوب شد.روسیه توانست از گروه خود با ۶ امتیاز(۲ برد برابر عربستان و مصر و یک شکست برابر اروگوئه) صعود کند. آنها در مرحلهٔ یک‌هشتم نهایی، اسپانیا را در ضربات پنالتی حذف کردند. امّا در یک چهارم نهایی به دست کرواسی، دوباره کار به پنالتی کشید و در پایان روسیه حذف شد.
از باشگاه‌هایی که در آن بازی کرده‌است می‌توان به لوکوموتیو مسکو، دینامو درسدن، و اسپارتاک مسکو اشاره کرد.
وی همچنین در تیم ملی فوتبال روسیه بازی کرده و عضو ترکیب بازیکنان این تیم در جام‌های جهانی ۱۹۹۴ و ۲۰۰۲ بوده‌است.
او همچنین سرمربی تیم ملی روسیه در جام جهانی ۲۰۱۸ روسیه بود.